# Vasile Maftei
Vasile Maftei (Fălticeni, Rumanía, 1 de junio de 1981[cita requerida]) es un futbolista rumano que juega como defensa en el FC Voluntari de la Liga I de Rumania. 

## Selección nacional
Ha sido internacional con la Selección de fútbol de Rumania, ha jugado 12 partidos internacional y ha anotado 1 gol.

## Clubes
| Club               | País    | Año         |
| ------------------ | ------- | ----------- |
| Rapid Bucarest     | Rumania | 2000 - 2009 |
| FC Unirea Urziceni | Rumania | 2009 - 2010 |
| CFR Cluj           | Rumania | 2010 -      |